# Klimkowy Żleb (Durny Szczyt)

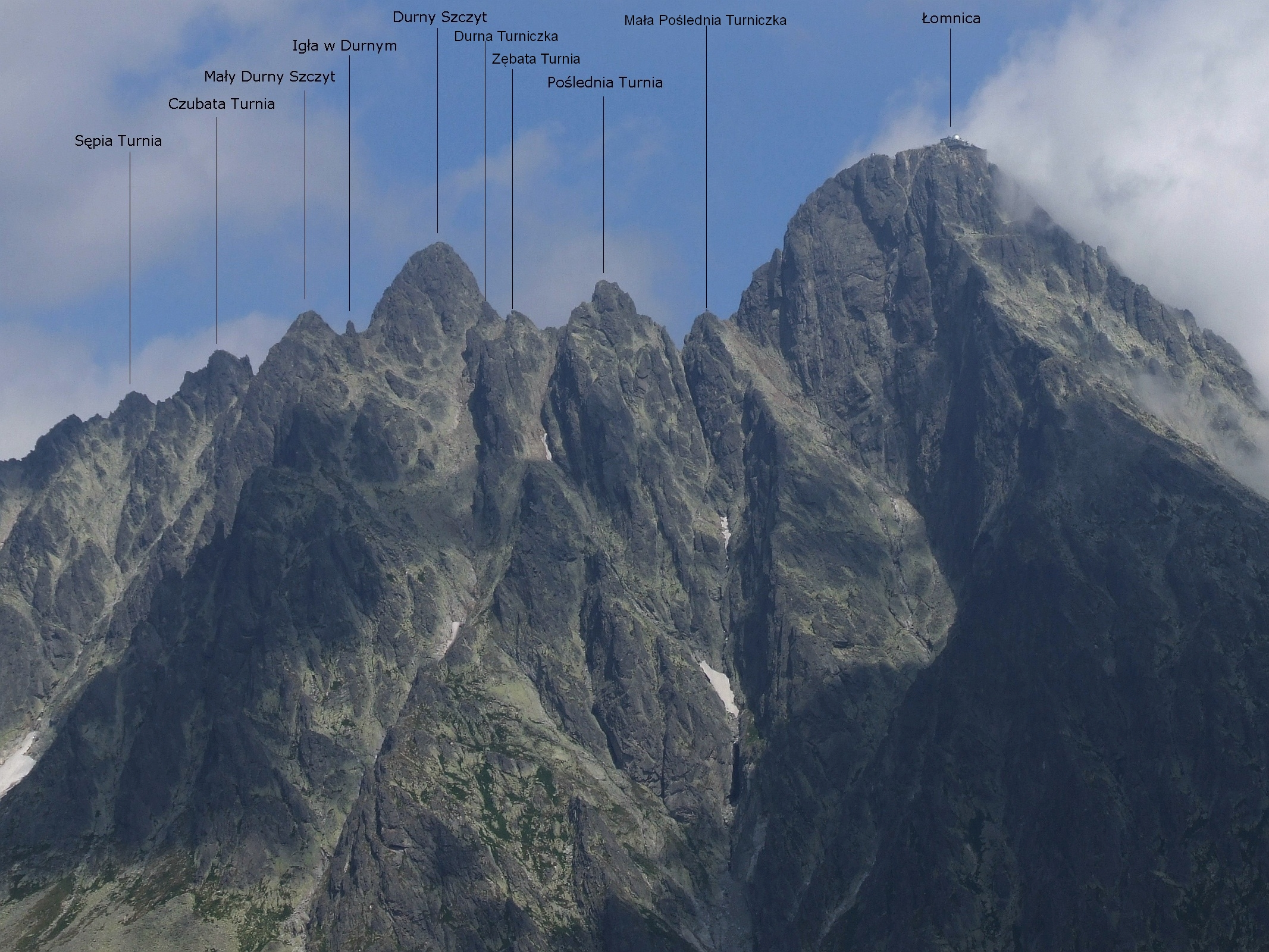
Klimkowy Żleb i Żleb Breuera po prawej stronie Durnego Szczytu

Klimkowy Żleb – (słow. Bachledov žľab, niem. Bachleda-Schlucht, węg. Bachleda-szakadék) – żleb w słowackich Tatrach Wysokich, w południowo-wschodniej grani Wyżniego Baraniego Zwornika. Opada z  Klimkowej Przełęczy do Doliny Małej Zimnej Wody, wcinając się między Durną Grań i południową grań Pośledniej Turni. Nazwę żlebu nadano dla uczczenia słynnego przewodnika tatrzańskiego – Klimka Bachledy. W Tatrach są 3 żleby jego imienia, wszystkie w słowackich Tatrach Wysokich. 
Górna część Klimkowego Żlebu rozgałęzia się na dwa ramiona. Właściwy Klimkowy Żleb to ramię lewe (patrząc od dołu). Wyprowadza na Klimkową Przełęcz między Durnym Szczytem i Durną Turniczką. Ramię prawe to zachód wyprowadzający do górnej części Żlebu Breuera, a nim na Wyżnią Poślednią Przełączkę. Cały Klimkowy Żleb jest kamienisty i bardzo stromy. Jego dolną częścią (do Żlebu Breuera) prowadzi popularne taternickie wejście na Łomnicę – tzw. Droga Jordana. Górna część Klimkowego Żlebu z progami ubezpieczona jest  łańcuchami i klamrami.

## Przejście Klimkowym Żlebem

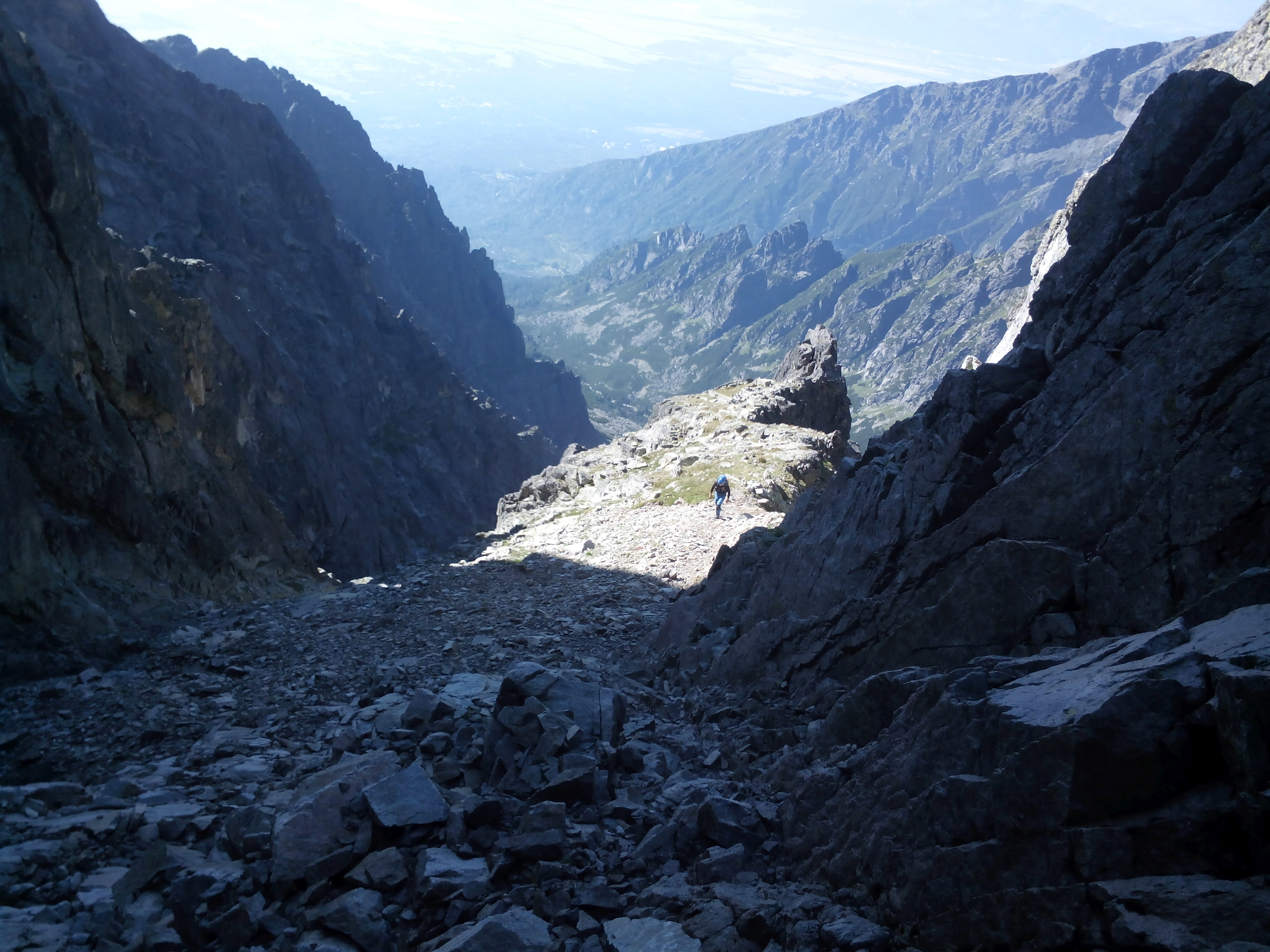
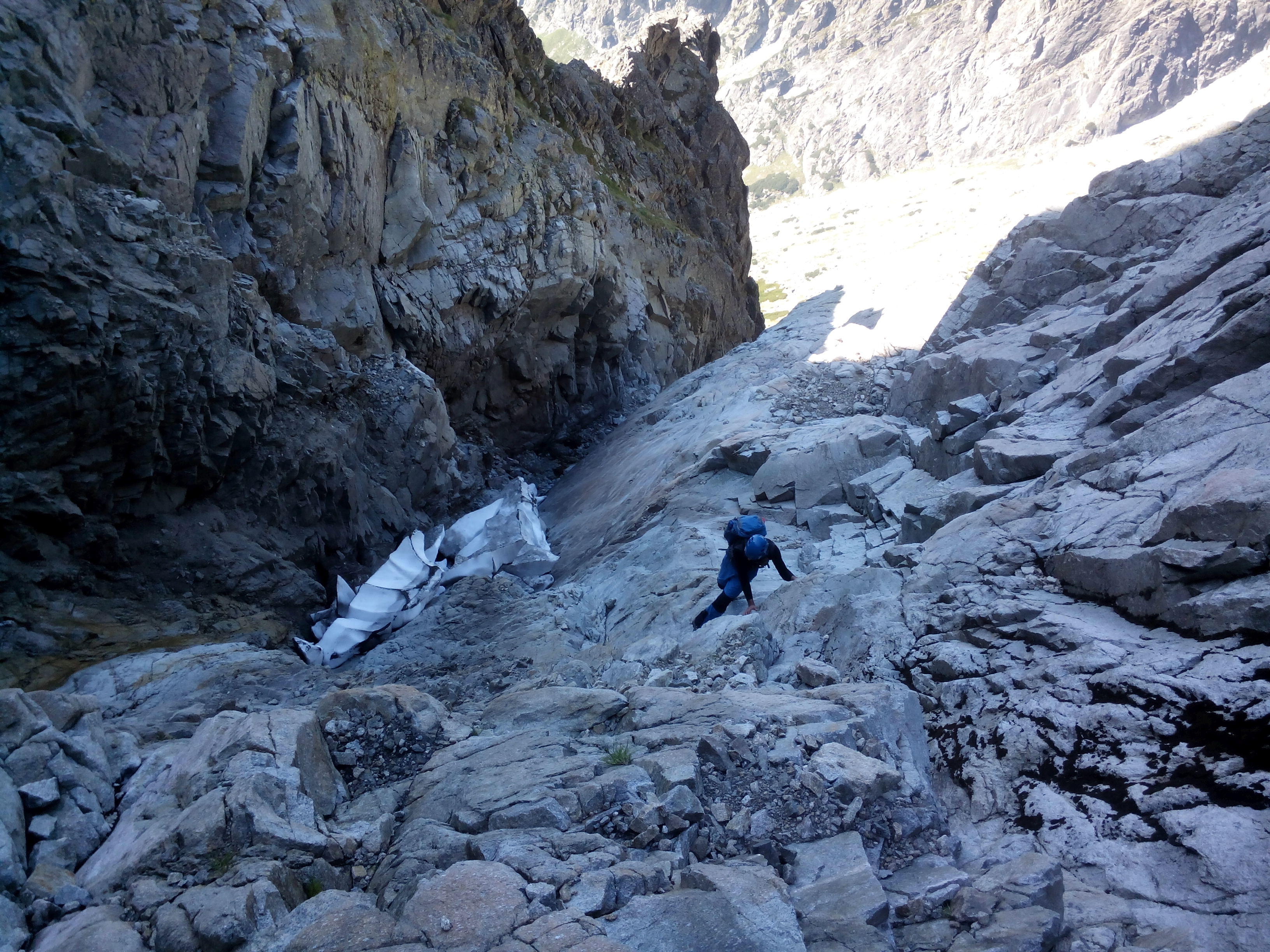
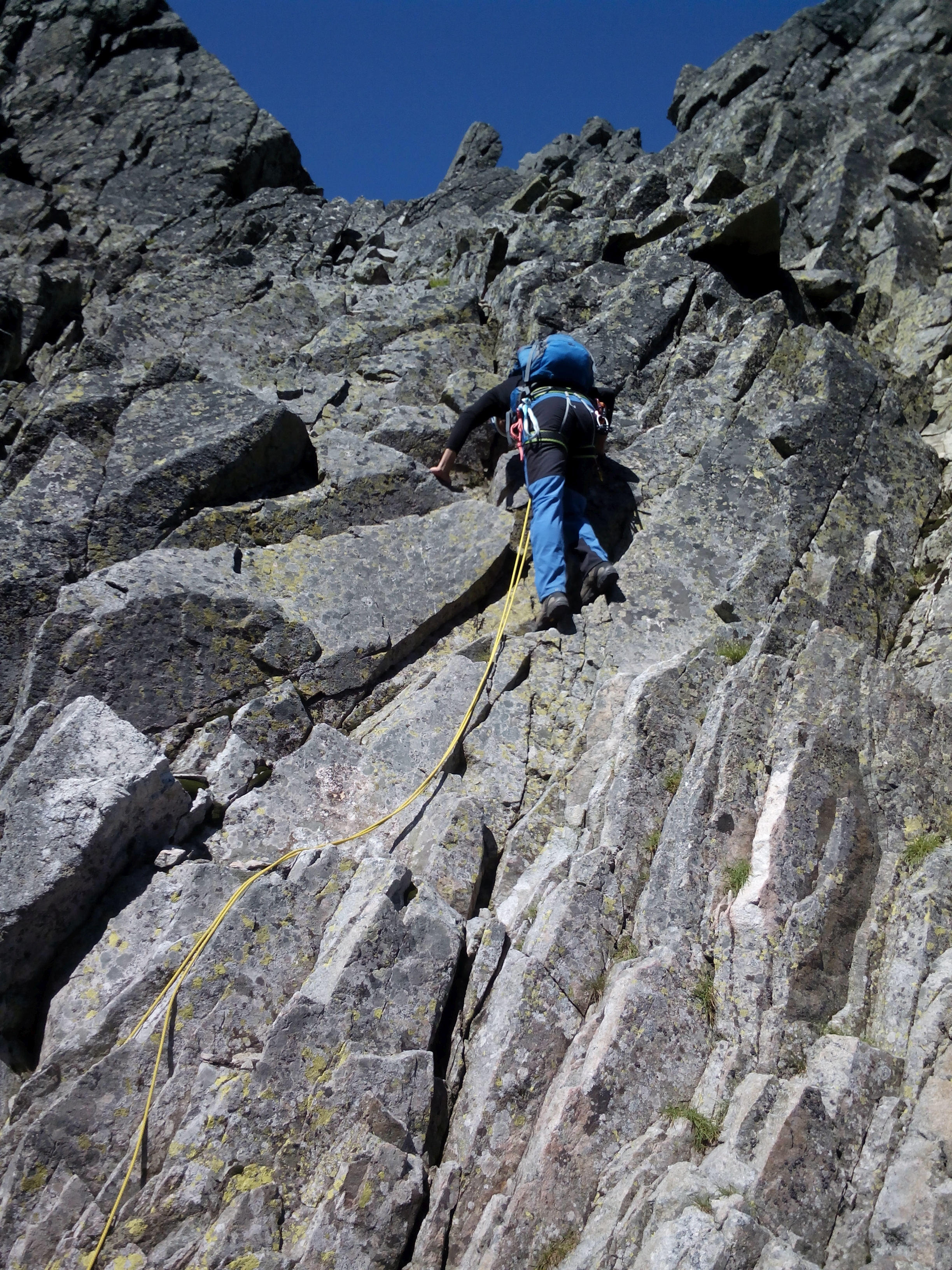
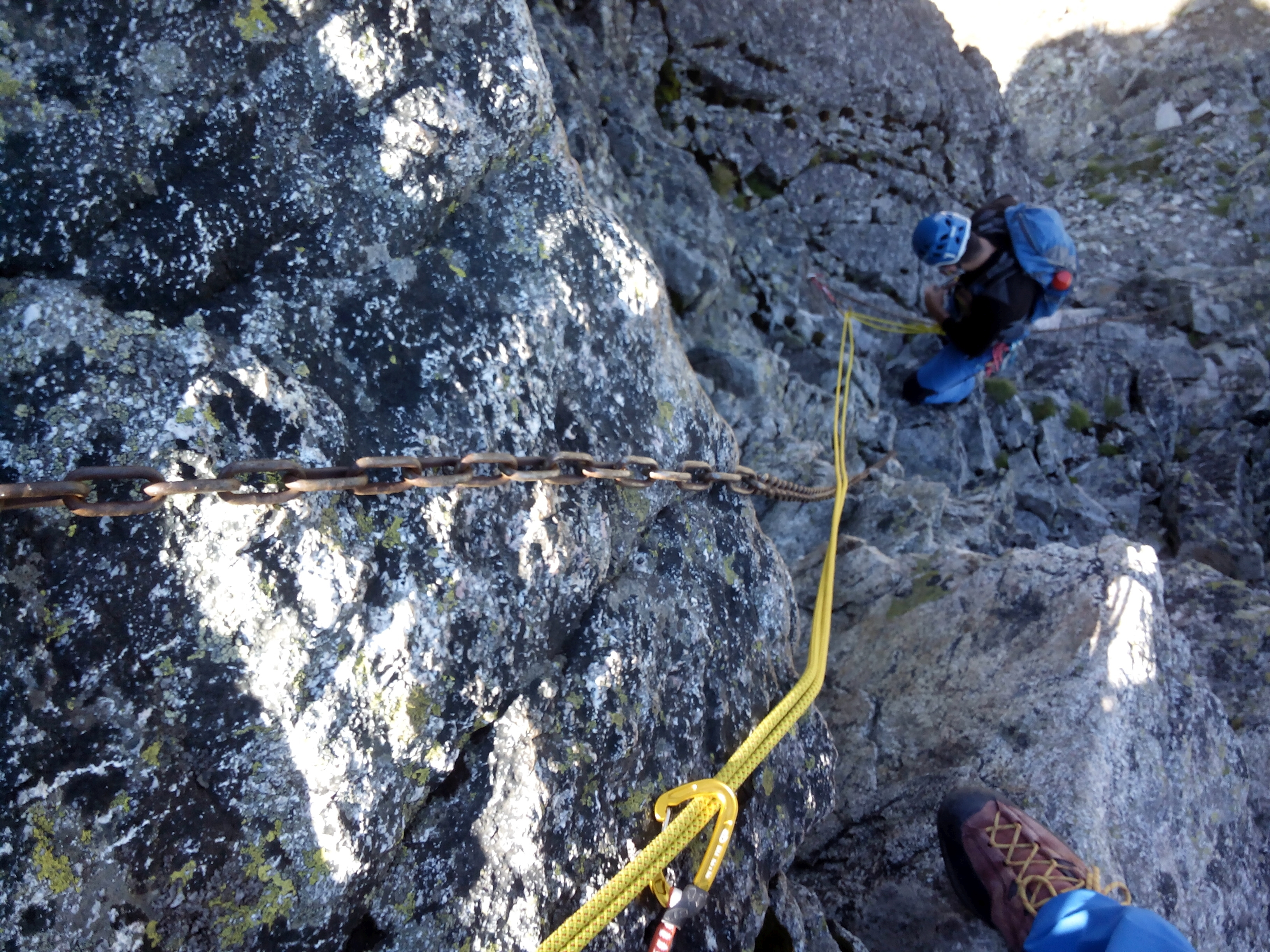
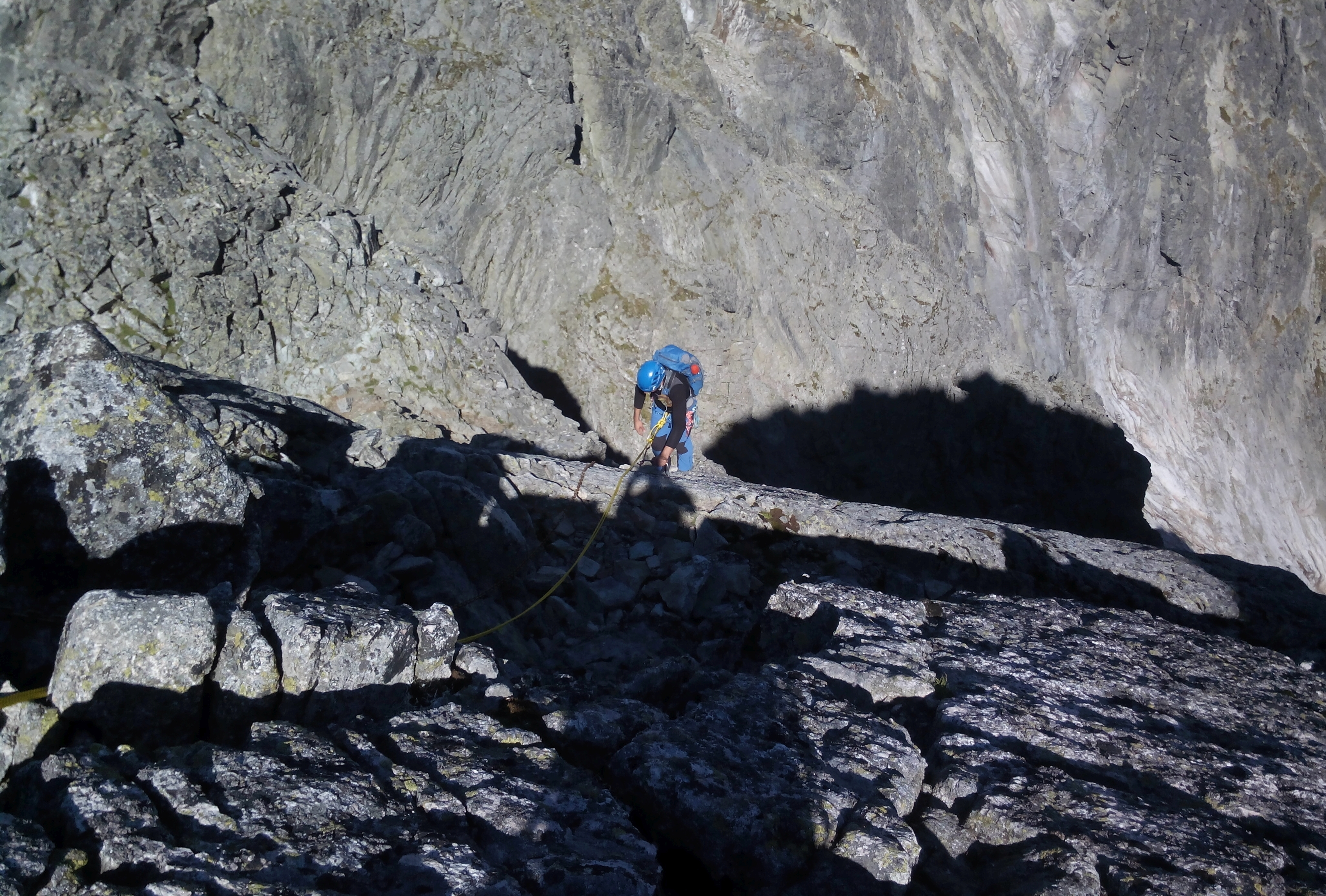